# Lophuromys eisentrauti
Lophuromys eisentrauti е вид бозайник от семейство Мишкови (Muridae). Видът е застрашен от изчезване.

## Разпространение
Разпространен е в Камерун.